# Ralph Basset (2e baron Basset de Drayton)
Sir Ralph Basset, 2e baron Basset de Drayton, est un noble anglais mort en 1343 après avoir combattu pendant la guerre de Cent Ans et la première guerre d'indépendance de l’Écosse.

## Biographie
Ralph est le fils de Ralph Basset, titulaire de la baronnie et de Hawise de Grey. Il succède à son père à la mort de celui-ci, le 31 décembre 1299 et est adoubé 22 mai 1306.
Il se distingue dans les combats en France, où il exerce la fonction de sénéchal de Gascogne en 1323 et 1324. À ce titre il participe à la guerre de Saint-Sardos en Gascogne. Il occupe également le poste d'intendant du duché d'Aquitaine.
De mars à septembre 1326, il est connétable du château de Douvres et gouverneur des Cinq-Ports.
Il est fait chevalier banneret en 1341.
Ralph épouse Joan, fille de John de Grey de Wilton et de Mathilde de Verdun peu après le 27 mars 1304 pour se marier. Le couple a pour enfants :
- Margaret Basset, mariée à John de Bohun, 5e comte de Hereford.
- Ralph Basset (mort prédécédé en 1335), marié à Alice Audley.

Le fils de celui-ci, un autre Ralph, 3e baron Basset de Drayton (1335-1390), succède à son grand-père à sa mort en 1343, et marie 1° Jeanne de Beauchamp et 2° Jeanne de Bretagne.